# Soulife
Soulife（ソウライフ）は、河田総一郎と佐々木望の2人による音楽ユニット。2006年11月29日にデビュー。過去のレコード会社はスウィッチスタイル・レコーズ。過去の所属事務所はフリーノート。

## 略歴
2006年11月29日、「アゲハ」でインディーズデビュー。
2010年2月10日、つばさレコーズより配信限定シングル「きらり」でメジャー・デビュー。10月30日、音楽プロデューサーとして手がけたS-Qtyがデビュー。2014年6月の活動凍結まで、全楽曲の作詞・作曲・編曲を手がけた。
2011年6月、配信限定シングル『Beautiful Life』リリース。トヨペット岡山のTVCMソングとして岡山・香川地域にて1年間放映。10月26日、マキシシングル『風ノユクテ』リリース。"夢を追いかけるすべての人へ"の応援歌。11月9日発売の遊助の9thシングルA面「一笑懸命」の作曲・編曲を手がけ、本格的に作家活動を開始。
2015年現在、Soulifeとしてのライブ活動はあまり行っておらず、楽曲提供やサポートミュージシャンとしての活動が中心になっている。

## メンバー
河田　総一郎（かわた そういちろう 7月16日 - ）
- 岡山県倉敷市出身[1]。AB型[1]。岡山県金光学園高等学校卒業。和光大学卒業。
- ボーカル、ギター、作詞、作曲担当。他にブルースハープを演奏することもある。
- 好きな人は、谷川俊太郎、中原中也、ボブ・ディラン。
- 好きな物は、ワイン、ひとり豚しゃぶ、サイクリング、お笑い鑑賞。
- 筆名は、「SoichiroK」「S.Kawata」[1]。

佐々木　望（ささき のぞむ 3月13日 - ）
- 広島県福山市出身[1]。A型[1]。岡山県金光学園高等学校卒業。中央大学卒業。
- ギター、コーラス、アレンジ担当。通称「ヨヨギくん」。
- 好きな人は、レニー・クラヴィッツ、ジャック・ジョンソン、松本人志、松村邦洋。
- 好きな物は、お笑い鑑賞、とりあえずボケてみる。
- 筆名は、「Nozomu.S」「N.Sasaki」「N-Sound」[1][3]。
- 「朱鷺羽ソウ」は、seagulloopのボーカル青葉紘季との制作ユニットである。

## 作品

### シングル
- アゲハ（2006年11月29日リリース・マキシシングル）
- 春カナタ（2007年4月4日リリース・マキシシングル）
- Curve（2007年10月3日リリース・マキシシングル）
- きらり（2010年2月10日リリース・配信限定シングル）
- 風ノユクテ（2011年10月26日リリース・マキシシングル）

## 参加作品
- 家入レオ
  - 春風（作詞・作曲・編曲／関向弥生と共編曲）
  - 祈りのメロディー（編曲／須藤優と共編曲）

- 井上苑子
  - メリーゴーランド（作曲・編曲）

- AKB48グループ
  - NMB48
    - 初恋至上主義（作曲）
    - 夢中人（作曲／A-NOTEと共作）
    - 永遠のメロディー（作詞・作曲・編曲／Akira Sunsetと共作詞）

  - STU48
    - ヘタレたちよ（作曲／A-NOTEと共作）

- S-Qty
  - チャンスの神様（作詞・作曲・編曲）
  - キミが好きで（作詞・作曲・編曲）
  - Soldier（作詞・作曲・編曲）
  - BOKKE!OKAYAMA!!～ぼっけぇ!おかやま!!～（作詞・作曲・編曲）
  - でこぼこ my road（作詞・作曲・編曲）
  - S-Qtimes!!（作詞・作曲・編曲）　　
  - 階段ガール（作詞・作曲・編曲）　　
  - サヨナラナミダ（作詞・作曲・編曲）
  - A Sign Of The Wonder～キセキの前兆（まえぶれ）～<instrumental>（作曲・編曲）
  - FiVE☆マイスター!!（作詞・作曲・編曲）
  - 青春爆奏曲<チューン>（作詞・作曲・編曲）
  - BOKKE!OKAYAMA!!～ぼっけぇ!おかやま!!～<おいでんせぇ倉敷篇>（作詞・作曲・編曲）
  - Dear Future～未来のボクへ～（作詞・作曲・編曲）
  - Soldier<Sisters Remix>（作詞・作曲・編曲）
  - クリスマスマイル!!（作詞・作曲・編曲）
  - Last Spring Snow（作詞・作曲・編曲）

- King & Prince
  - シンデレラガール（作詞・作曲）
  - Glad to see you（作詞・作曲）

- 坂道シリーズ
  - 乃木坂46
    - 孤独兄弟（作曲・編曲）
    - Tender days（作曲・編曲）
    - あらかじめ語られるロマンス（作曲・編曲）

  - 欅坂46
    - 乗り遅れたバス（作曲・編曲）
    - キミガイナイ（作曲・編曲）
    - 語るなら未来を… （編曲）
    - 二人セゾン（作曲・編曲）

  - 櫻坂46
    - なぜ 恋をして来なかったんだろう?（作曲・編曲）
    - 美しきNervous（作曲／TomoLowと共作）
    - 風の音（作曲／TomoLowと共作）
    - 縁起担ぎ（作曲・編曲）

  - 日向坂46
    - 真夜中の懺悔大会（作曲／TomoLowと共作）

- 清水翔太
  - 花束のかわりにメロディーを（編曲）

- J☆Dee'Z（全曲ボーカルディレクション）
  - Dream Arch（作詞・作曲・編曲）
  - Secret Summer（ギター）
  - MORNING HOPE（作詞・作曲・編曲）
  - Answer（作詞・作曲・編曲）
  - Melody（作詞・作曲・編曲）
  - ひとひらの涙（共作詞・作曲・編曲）
  - カラフルジャンプ（作詞・作曲・編曲）
  - Fun Time Funk!!（作詞・作曲・編曲）
  - 未来飛行（作詞・作曲・編曲）
  - swing swing swing（作詞・作曲・編曲）
  - あと一歩（ギター）
  - 全部好き。（編曲）
  - 三月（作詞・作曲・編曲）
  - Jewel（共作詞・作曲・編曲）

- 3B junior
  - たんぽぽ（作詞・作曲・編曲）
  - 青春ペダル（作詞・作曲）

- 戸松遥
  - No.1 GIRL（作曲）

- 豊崎愛生
  - クローバー（ギター）

- B1A4
  - Do You Remember（共作詞）
  - Humming Bird（共作詞）
  - Lost（共作詞）

- 東山奈央
  - あの日のことば（作曲・編曲）

- 中島愛
  - メロンソーダ・フロート（作曲・編曲）

- Flower
  - さよなら、アリス（作曲）
  - さよなら、アリス version2016（作曲）
- M!LK
  - Kiss Plan（作詞・作曲・編曲）
- 遊助
  - 一笑懸命（共作曲・編曲）
  - まつり（編曲）
  - VIVA! Nossa Nossa（日本語共作詞・編曲・コーラス）
  - Earth Child（共作詞・作曲・編曲・コーラス）
  - V（コーラス・コーラスアレンジ）
  - 銀座線（作曲・編曲）
  - 碧の空（コーラス・コーラスアレンジ）
  - いるよ（コーラス・コーラスアレンジ）
  - ホームタウン（コーラス・コーラスアレンジ）
  - みなみの喫茶店（コーラス・コーラスアレンジ）
  - PRIDE（コーラス・コーラスアレンジ）
  - キリンの涙（コーラス・コーラスアレンジ）
  - キャッチボール 遊 turing Rake（ギター）
  - リセット（コーラス・コーラスアレンジ）
  - 湘南妄想物語（コーラス・コーラスアレンジ）
  - Wave Of Life（共作詞・共作曲・編曲）
  - Sunshine（作曲・編曲）
  - メガＶ（コーラス）
  - 僕のパパ（作曲・編曲）
  - propose（コーラス・コーラスアレンジ）
  - 道しるべ（コーラス・コーラスアレンジ）
  - ともに（コーラス・コーラスアレンジ）
  - 宴（作曲・編曲）
  - History Ⅳ（コーラス）
  - チャンピオン（コーラス）
  - 愛して　愛して（作曲）
  - きみ（コーラス・ボーカルディレクション）
  - ひとつ（作曲・編曲・ボーカルディレクション）

- Re:Complex
  - White Song（作詞）

- Little Glee Monster
  - NO! NO!! NO!!!（ギター・クラビネット）
  - Girls be Free!（編曲・ギター）
  - ダイヤモンド（ギター）
  - 空は見ている（ギター）
  - レイニーブルー（プログラミング・ギター）
  - Lady Marmalade（ギター）
  - Eyes to me（プログラミング・ギター）
  - ファイト！（プログラミング・ギター）
  - Happy Gate（作詞・作曲・編曲）

- Leola
  - Rainbow（作曲）
  - I believe（作曲）

## 出演
- Soulifeのいっぽ、二歩、散歩（エフエムくらしき・エフエムゆめウェーブ・インターネット） - 2008年10月6日から毎週土曜日オンエア。2013年3月30日放送分をもって終了。